# Герб Бологовского района
 Герб муниципального образования «Болого́вский район» Тверской области Российской Федерации.
Герб утверждён Постановлением № 172 Главы Администрации Бологовского района Тверской области 12 июля 1995 года.
Герб внесён в Государственный геральдический регистр Российской Федерации под регистрационным номером 727.

## Описание герба
«В лазоревом поле три колокола (один и два), обращённые друг к другу языками и подвешенные к ссужающему их кольцу; все фигуры золотые».

## Обоснование символики
Полугласный герб. Фигуры герба аллегорически говорят о названии города, его истории и социально-экономическом положении района.
Название «Бологое» — означает «благо» (то есть хорошо), «благая весть», «благовест».
Три железнодорожных колокола в колесе — символ памяти, говорящий об известности Бологого как крупного железнодорожного узла и одного из городов Валдайской возвышенности.
Синий цвет — символ озёрного края.